# Bani Musa
Bani Musa – miejscowość w Egipcie, w muhafazie Al-Minja, w dystrykcie Abu Kurkas. W 2006 roku liczyła 5680 mieszkańców.